# Die Stoakogler
Die Stoakogler est un groupe de musique autrichien composé de Friz Wilingshofer, Hans Wilingshofer, Reinhold Wilingshofer et Franz Böhm.

## Histoire
Fondé en 1968 par Friz Wilingshofer, Hans Wilingshofer et Reinhold Wilingshofer.
En 1982 Il remporte le Grand Prix de Volksmusik  à Lienz.

## album
- Mir san koane Scheich 2009
- 40 Goldene Jahre; Die CD zum runden Jubiläum 2008
- Warum denn nicht? 2007
- Die Musi is für alle da ! 2006
- Die SuperStoaniShow 2004
- Wir sind eine große Familie; Die Stoakogler singen Peter Alexander ! 2003
- Wir feiern; Die größten Hits + 2 Neue Titel 2002
- Wir kommen alle in den Himmel  2001
- Das Millennium-Album; Die CD zur Jahrtausendwende 2000
- Jeder Tag a Wahnsinn 1999
- Jubiläums GOLD 1998
- Stoani - Weihnacht 1998
- Einfach- aber ewig 1997
- Almfrieden - unplugged 1996
- Super samma 1996
- Menschen brauchen halt a Musi 1995
- Auf was i steh 1994
- 25 Jahre - A Musi, die allen g'fallt 1993

- LIVE 1992
- Steirermen san very good 1992
- A bisserl mehr Herzlichkeit 1992
- Looking for Freibier 1991
- Lichter der Freundschaft 1990
- Wo Musik erklingt 1989
- 20 Jahre Stoakogler 1988
- Weihnachten mit dem Stoakogler Trio 1987
- Mama, heut brauch ma kan Pyjama 1987
- Mei Freud is die Musik 1986
- Probier mas mit an Busserl 1985
- Das almerische Leben 1984
- Almfrieden 1983
- Ohne Liebe geht es nicht 1983
- A Gaudi draussen am Land 1981
- Im Stoakogler Stüberl 1981
- Musik für Dich 1980
- Stoakogler Gold 1979
- Lustiger Abend 1978
- 10 Jahre Stoakogler 1978
- Steirisch aufg'spielt 1977
- Auf lustiger Reise 1976
- Gruß aus Gasen 1975
- Das Stoakogl Trio spielt auf 1974

### Source
partiellement traduit de l'allemand.